# Ландерно
Ландерно (фр. Landerneau) — коммуна на северо-западе Франции, находится в регионе Бретань, департамент Финистер, округ Брест, центр одноименного кантона. Расположен в 21 км к востоку от Бреста, в 6 км от национальной автомагистрали N12, в устье реки Элорн. В центре города находится железнодорожная станция Ландерно линии Париж-Брест
Население (2019) — 15 918 человек. 

## История
Расположенный в устье реки Элорн, разделяющей исторические территории Леон и Корнуай, Ландерно был заселен с римских времен, но своим нынешним названием он обязан святому Арноку (Терноку). Поселившись здесь, он построил  келью и часовню в месте, названном Ленд-Эрнок, от которого затем и произошло название Ландерно. Позже он стал епископом в Илли.
Приход Ландерно относится к епархии Леона, а светскими владельцами его были виконты Леона. После смерти последнего виконта Леона в 1363 году его владения перешли к зятю, виконту де Роган. В 1488 году в городе был основан монастырь ордена францисканцев. 
В XVI-XVII веках город переживает период сильного процветания благодаря торговле льном. Здесь производилось большое количество тонких льняных полотен, и Ландерно был вторым после Морле портом, из которого экспортировались полотняные изделия. Из порта Ландерно также шли поставки леса, железа, вина в Испанию и Швецию, а также он использовался для временного хранения товаров, прибывающих и отправляющихся из Бреста.

## Достопримечательности
- Церковь Святого Хуардона Леонского XIX века
- Колокольня разрушенной церкви Святого Коногана
- Средневековые дома вдоль набережной Элорна
- Мост Роган XVI века
- Шато Шеф-дю-Буа

## Экономика
Структура занятости населения:
- сельское хозяйство — 0,5 %
- промышленность — 6,1 %
- строительство — 4,2 %
- торговля, транспорт и сфера услуг — 49,6 %
- государственные и муниципальные службы — 39,5 %

Уровень безработицы (2018) — 12,4 % (Франция в целом —  13,4 %, департамент Финистер — 12,1 %). 

Среднегодовой доход на 1 человека, евро (2018) — 22 340 (Франция в целом — 21 730, департамент Финистер — 21 970).

## Демография
Динамика численности населения, чел.

## Администрация
Пост мэра Ландерно с 2008 года занимает Патрик Леклерк (Patrick Leclerc). На муниципальных выборах 2020 года возглавляемый им правый список победил в 1-м туре, получив 72,25 % голосов.
| Период | Период | Фамилия          | Партия                             | Примечания                                                                                         |
| ------ | ------ | ---------------- | ---------------------------------- | -------------------------------------------------------------------------------------------------- |
| 1965   | 1977   | Теофиль Ле Борнь | Независимые Республиканцы          | член Генерального совета департамента                                                              |
| 1977   | 1983   | Фердинанд Граль  | Союз за французскую демократию     | |
| 1983   | 1989   | Поль Жарри       | Объединение в поддержку Республики | |
| 1989   | 2008   | Жан-Пьер Томен   | Социалистическая партия            | территориальный чиновник, член Генерального совета департамента, член Регионального совета Бретани |
| 2008   |        | Патрик Леклерк   | Разные правые                      | предприниматель                                                                                    |

## Культура
Каждый год в августе в Ландерно проходит музыкальный фестиваль «Fête du bruit dans Landerneau", что означает «фестиваль шума в Ландерно». 

## Города-побратимы
- Конгуси, Буркина-Фасо
- Хюнфельд, Германия
- Миовени, Румыния
- Карнарвон, Уэльс

## Знаменитые уроженцы
- Поль де Флотт (1817-1860), военный моряк и революционер

## Галерея

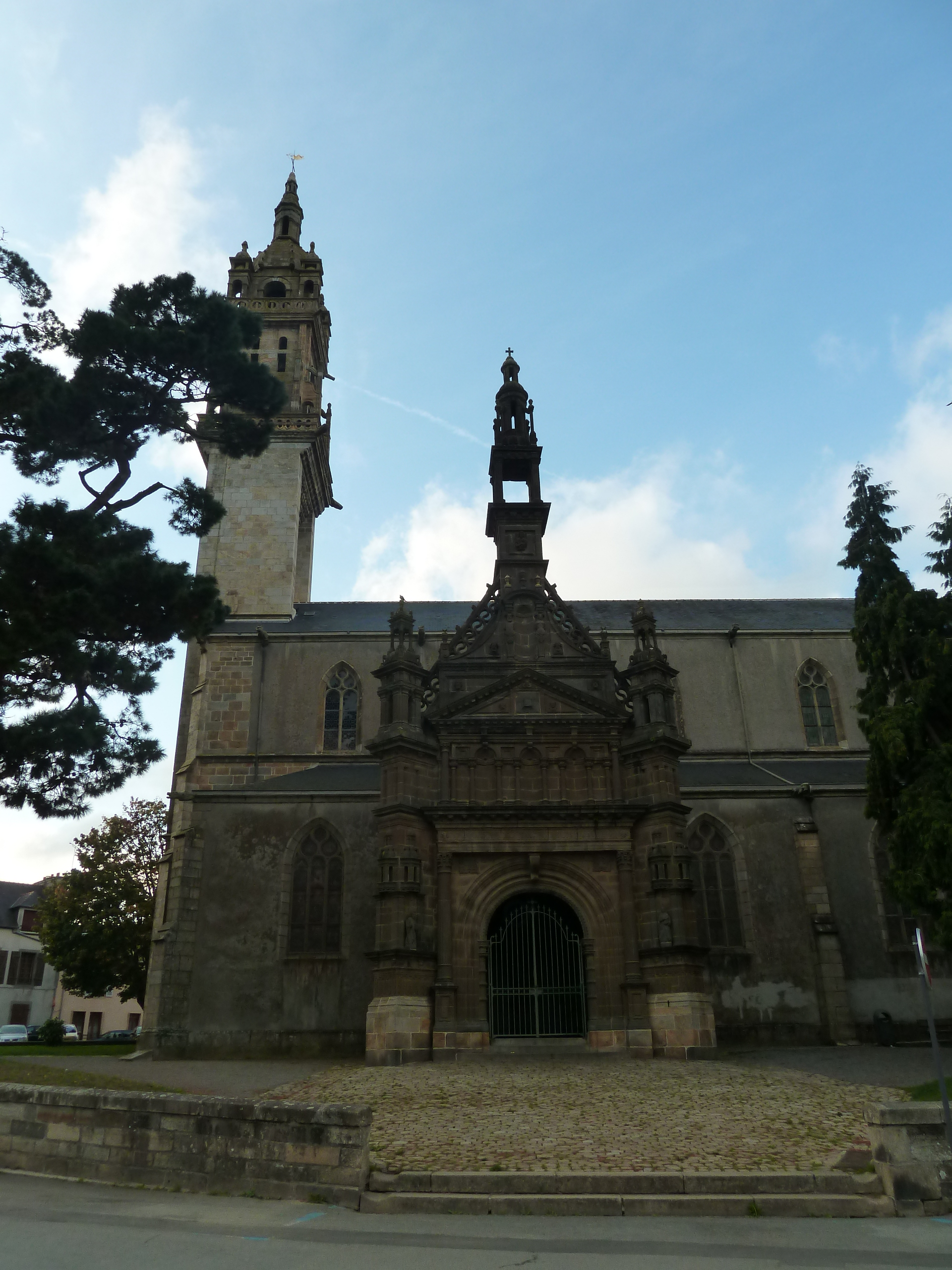
Церковь Святого Хуардона
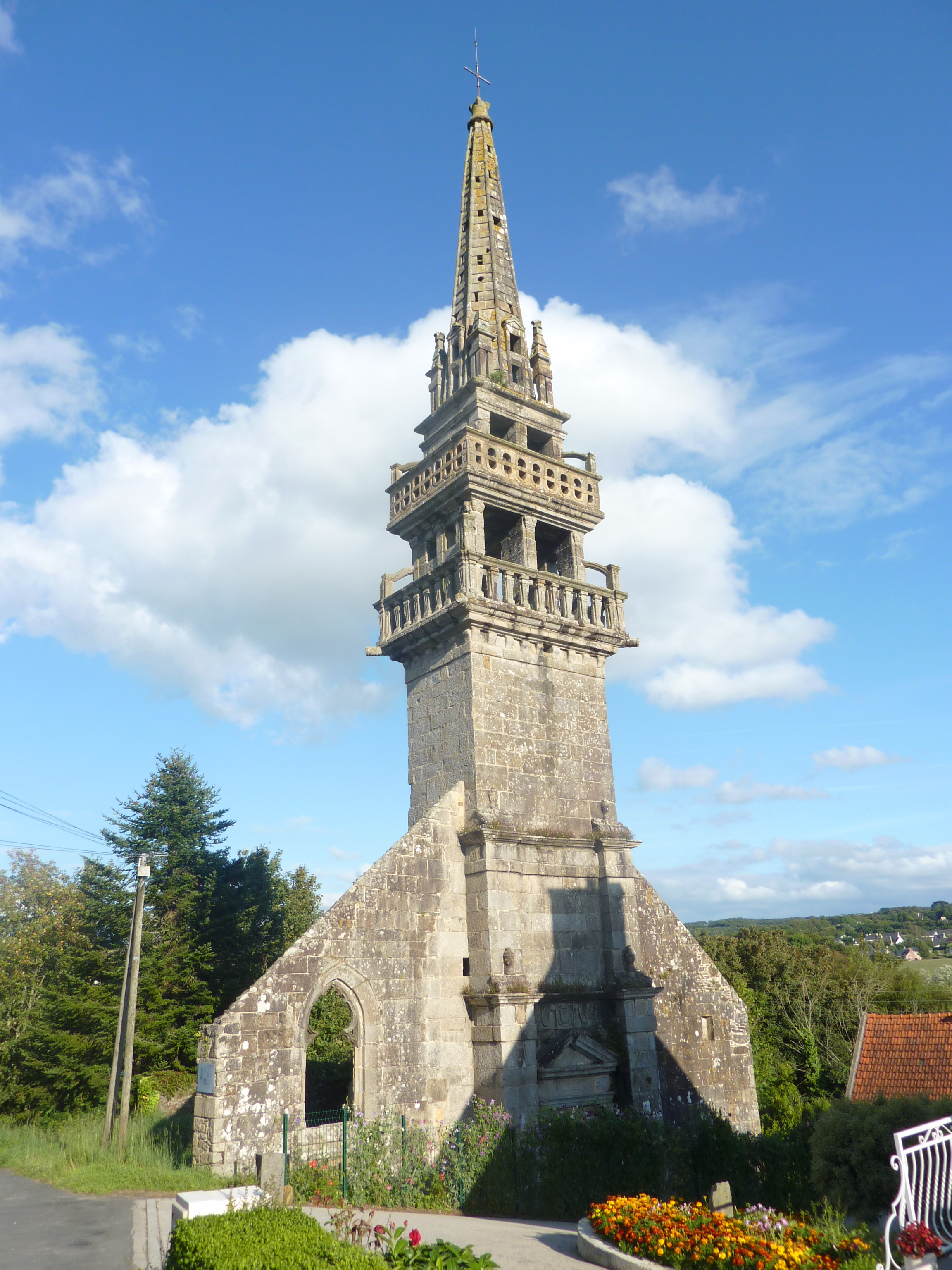
Колокольня церкви Святого Коногана
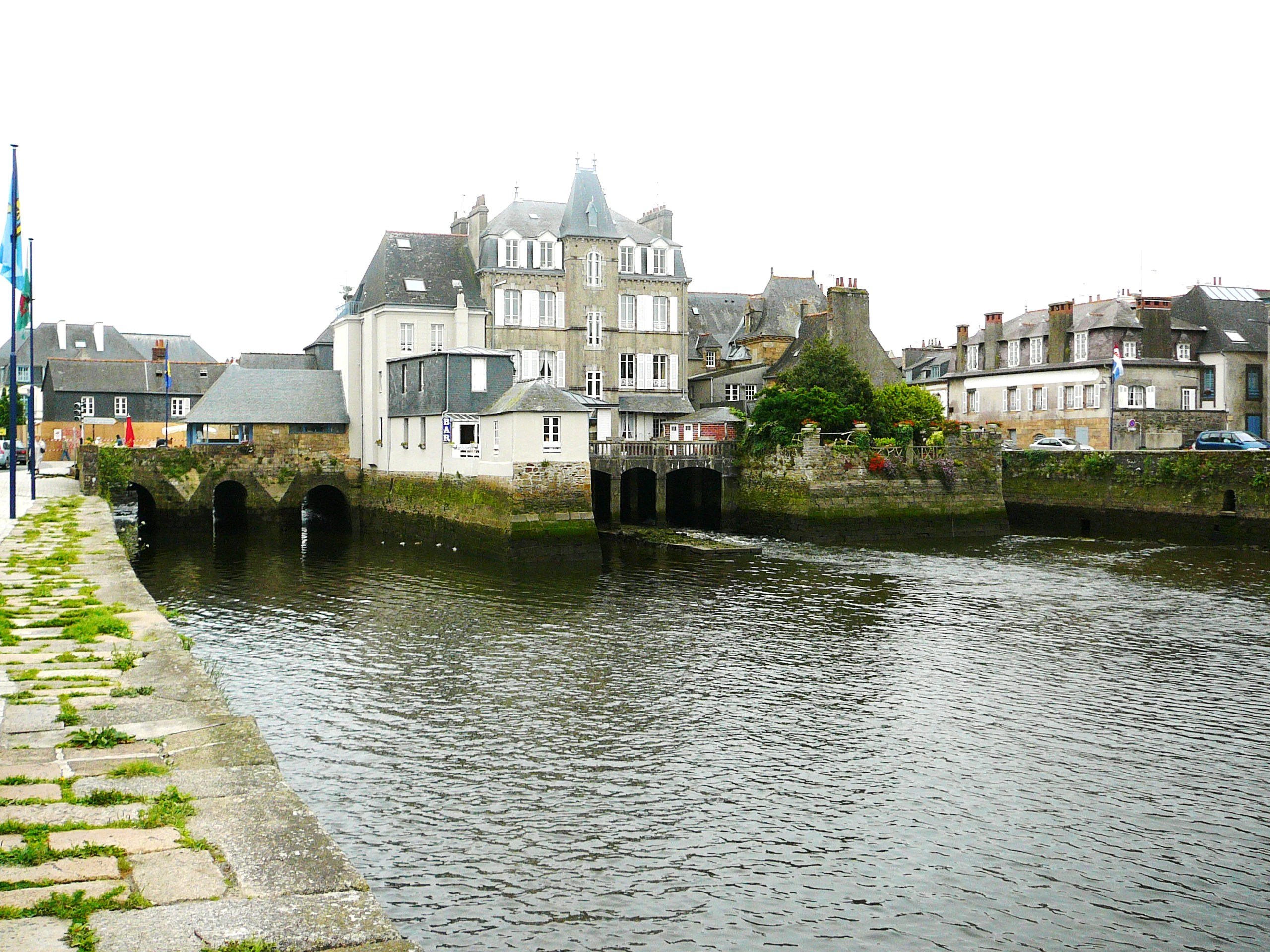
Мост Роган
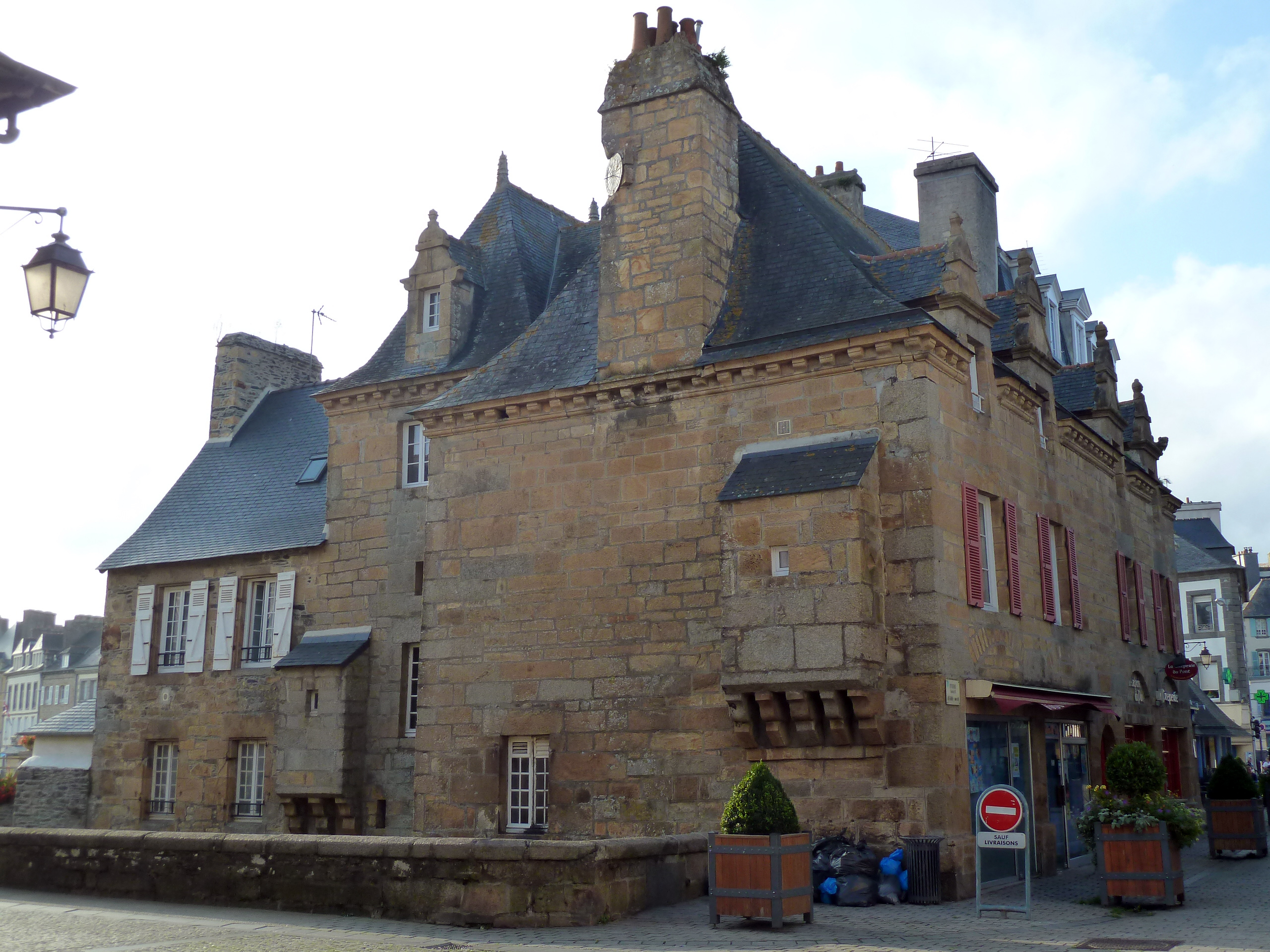
Особняк Жилар на мосту Роган